# Фрідріх-Вільгельм Крюгер
Фрідріх-Вільгельм Крюгер (нім. Friedrich Wilhelm Krüger; 8 травня 1894, Страсбург — 10 травня 1945, Еггельсберг, Австрія) — один із керівників окупаційного режиму в Польщі, обергруппенфюрер СА (1934), обергруппенфюрер СС (25 січня 1935 року), генерал військ СС (20 травня 1944 року), генерал поліції (8 червня 1944 року).

## Життєпис
Син полковника, брат Вальтера Крюгера. Освіту отримав у кадетських корпусах Карлсруе (1909) і Берліні Ліхтерфельде (1913). 22 березня 1914 року в чині лейтенанта вступив у піхотний полк Лютцова. За бойові заслуги нагороджений Залізним хрестом 1-го і 2-го класу.
В 1919—1920 служив в Добровольчому корпусі Лютцова, брав участь у придушенні комуністичного руху в Німеччині. У травні 1920 року демобілізований. В 1920—1923 працював у видавництвах, в 1924—1928 директор сміттєспалювальної фабрики (Берлін). Звільнений за підозрою в корупції.
15 листопада 1929 року вступив в НСДАП (партквиток № 171 199), 1930 року — в СА, 16 березня 1931 року — в СС (квиток № 6123), отримав чин штурмбаннфюрера. З березня 1931 по січень 1935 року перебував для особливих доручень у штабі 3-го абшніта СС. Обіймав високі посади в СА: з 5 квітня 1931 року начальник штабу групи СА «Восток», з 10 листопада 1931 року командир групи СА «Восток», з червня 1932 року начальник служби підготовки СА і групенфюрер СА для особливих доручень при штабі Ернста Рема.
У червні 1932 року обраний депутатом рейхстагу від Франкфурта-на-Одері. З 1 липня 1933 року начальник служби освіти СА. 1935 року повернувся на командні пости в СС.
З 15 червня 1933 року обергруппенфюрер в Мюнхені, член штабу рейхсфюрера СС і прусський державний радник. З липня 1933 по серпень 1934 року начальник навчального керування СА. З 1 квітня 1936 року інспектор прикордонних частин СС. З травня 1938 по жовтень 1939 року інспектор кавалерійських СС.
З 4 жовтня 1939 по 9 листопада 1943 року вищий керівник СС і поліції в генерал-губернаторстві та одночасно з 15 вересня 1942 року керівник оберабшніта СС «Схід»; найближчий співробітник Ганса Франка. Постійно вступав у конфлікт із Франком, вимагаючи більш енергійних та жорстоких антипольських та антиєврейських заходів. У конфлікті з Франком користувався підтримкою Генріха Гіммлера. У травні 1942 року протистояння вирішилося на користь Крюгера, який зайняв спеціально для нього заснований пост статс-секретаря з питань безпеки в уряді генерал-губернаторства. Після цього вплив Крюгера стало рівним, а іноді та перевершував вплив Франка.
Одночасно став особистим представником Гіммлера щодо зміцнення німецької нації в генерал-губернаторстві. В 1939—1943 був головним керівником всієї системи нацистського терору в Польщі, несе відповідальність за знищення мільйонів поляків та польських євреїв (тільки євреїв було знищено 1 720 тисяч осіб). За його наказом із Замостя виселили 110 тисяч поляків, щоб звільнити місце для німецьких колоністів.
Завдяки підступам Франка втратив свою посаду, 9 листопада 1943 року зарахований до складу Особистого штабу рейхсфюрера СС і до квітня 1944 року займався тренуванням частин 7-ї гірськострілецької дивізії СС «Принц Ойген».
З 20 травня 1944 року командир 6-ї гірськострілецької дивізії СС «Норд». З 26 серпня 1944 року командир 5-го гірськострілецького корпусу СС.
20 вересня 1944 року нагороджений Лицарським хрестом Залізного хреста за командування дивізією у складі 20-ї гірської армії у Фінляндії. Брав участь в операціях проти партизан у Західній Югославії.
У лютому 1945 року призначений вищим керівником СС і поліції у Відні. Покінчив життя самогубством.

## Нагороди

### Перша світова війна
- Залізний хрест
  - 2-го класу (17 лютого 1915)
  - 1-го класу
- Хрест «За військові заслуги» (Австро-Угорщина) 3-го класу (осінь 1916)
- Лицарський хрест ордена Дому Гогенцоллернів із мечами (25 квітня 1918)
- Нагрудний знак «За поранення» в сріблі

### Міжвоєнний період
- Почесний хрест ветерана війни
- Шеврон старого бійця
- Німецький Олімпійський знак 2-го класу (1937)
- Німецький кінний знак в сріблі
- Кільце «Мертва голова»
- Почесна шпага рейхсфюрера СС
- Спортивний знак СА в золоті
- Медаль «За вислугу років в НСДАП» в бронзі та сріблі (15 років)
- Медаль «За вислугу років у СС» 3-го класу (8 років)
- Медаль «У пам'ять 13 березня 1938 року»
- Медаль «У пам'ять 1 жовтня 1938»
- Золотий партійний знак НСДАП (30 січня 1939)
- Великий офіцер ордена Корони Італії (травень 1939)

### Друга світова війна
- Великий офіцер ордена Югославської корони (січень 1940)
- Хрест Воєнних заслуг 2-го і 1-го класу з мечами (20 квітня 1942)
- Застібка до Залізного хреста
  - 2-го класу (2 серпня 1943)
  - 1-го класу (15 травня 1944)
- Лицарський хрест Залізного хреста (20 жовтня 1944)

## Фрідріх-Вільгельм Крюгер в кінематографі
- «Майор Вихор», 1967; «Сімнадцять миттєвостей весни», 1973 — Євген Кузнєцов
- «Дума про Ковпака», 1976 — Альгімантас Масюліс

## Світлини

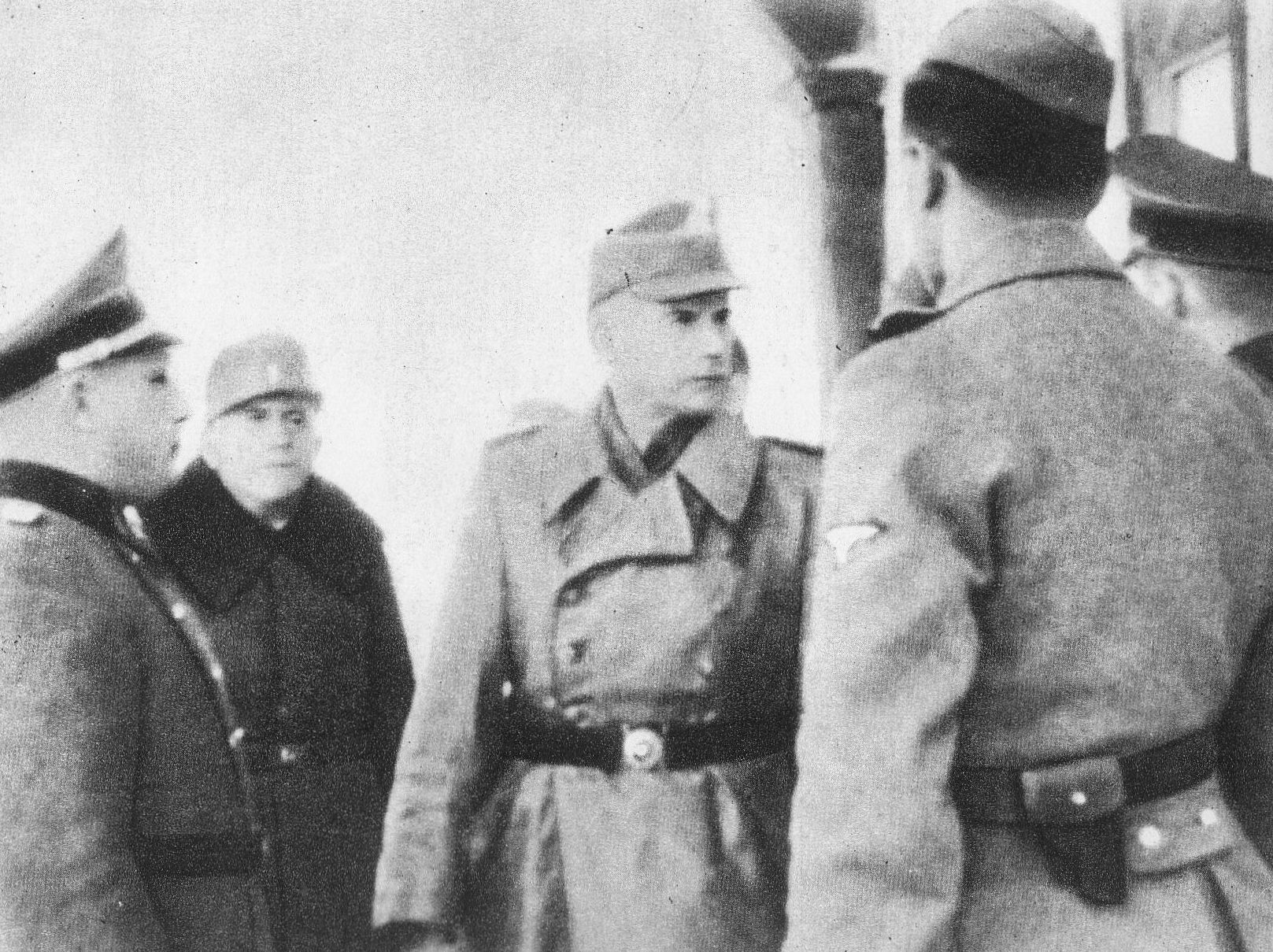
Крюгер у Львові
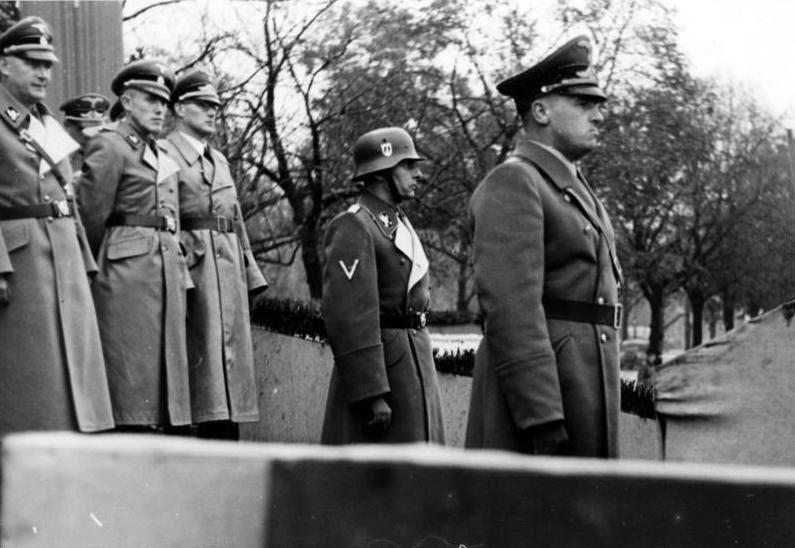
Ганс Франк виголошує промову під час поліцейського параду у Кракові (1939). Крюгер стоїть позаду Франка (у сталевій касці).